# Джим Брейді (яхтсмен)
Джим Брейді (англ. Jim Brady, 27 червня 1963) — американський яхтсмен.
Срібний призер Олімпійських Ігор 1992 року в класі Солінґ.